# Chữ khắc Behistun
Chữ khắc Behistun hay Dòng chữ Behistun (còn được gọi là Bisotun, Bistun hoặc Bisutun; tiếng Ba Tư: بیستون, Ba Tư cổ: Bagastana, nghĩa là "Nơi của Chúa") là một dòng chữ đa ngôn ngữ và phù điêu đá lớn trên một vách đá của núi Behistun thuộc tỉnh Kermanshah, Iran. Nó cách không xa thành phố Kermanshah và được thành lập bởi Darius Đại đế (trị. 522–486 BC). Địa điểm này rất quan trọng đối với việc giải mã chữ hình nêm vì dòng chữ khắc này bao gồm ba phiên bản của cùng một văn bản được viết bằng ba ngôn ngữ chữ viết hình nêm khác nhau là tiếng Ba Tư cổ, Elam và Babylon. Tầm quan trọng của nó đối với chữ hình nêm được so sánh như là Phiến đá Rosetta đối với Chữ tượng hình Ai Cập, được coi là tài liệu giải mã quan trọng nhất của hệ chữ viết trước đây đã biến mất.
Tác giả của công trình này Darius Đại đế vào khoảng thời gian giữa khi ông đăng quang với tư cách là vua của Đế quốc Ba Tư vào mùa hè năm 522 trước Công nguyên và đến khi ông qua đời vào mùa thu năm 486 trước Công nguyên, dòng chữ bắt đầu bằng một cuốn tự truyện ngắn về Darius, bao gồm cả tổ tiên và dòng dõi của ông. Sau đó trong bản khắc, Darius cung cấp một chuỗi các sự kiện kéo dài từ sau cái chết của Cyrus Đại đế và Cambyses II trong mười chín trận chiến trong khoảng thời gian một năm (kết thúc vào tháng 12 năm 521 trước Công nguyên) để dập tắt nhiều cuộc nổi loạn trên khắp Đế quốc Ba Tư. Dòng chữ ghi chi tiết về các cuộc nổi loạn, kết quả từ cái chết của Cyrus Đại đế cho đến khi con trai của ông là Cambyses II lên nắm quyền, là đã được dàn dựng bởi một số kẻ mạo danh và đồng phạm của chúng ở các thành phố trên khắp đế chế, ai cũng đều tuyên bố là vua sau cái chết của Cyrus.
Dòng chữ cũng khắc tuyên bố của Darius Đại rằng mình chiến thắng trong tất cả các trận chiến trong thời kỳ biến động, và thành công đó có nhờ sự ân sủng của thần Ahura Mazda. Dòng chữ cao khoảng 15 m (49 ft), rộng 25 m (82 ft) và ở độ cao 100 m (330 ft) của một vách đá vôi trên một con đường cổ nối từ thủ đô Babylon của Văn minh cổ Babylon với Ecbatana của Media. Văn bản tiếng Ba Tư cổ chứa 414 dòng được chia thành năm cột, văn bản Elamite bao gồm 593 dòng chia thành tám cột và văn bản Babylon nằm trong 112 dòng. Dòng chữ khắc được minh họa bằng bức phù điêu kích thước thật của Darius I tay trái cầm cung như một dấu hiệu của vương quyền với chân trái đặt trên ngực của một nhân vật nằm ngửa được cho là Gautama. Darius được hai người hầu ở bên trái, và chín người cao một mét đứng bên phải với hai tay bị trói và dây quấn quanh cổ đại diện cho các dân tộc bị chinh phục. Một biểu tượng Faravahar nổi bên trên ban phước lành cho nhà vua. Một hình có vẻ đã được thêm vào sau khi những phần khác được hoàn thành, cũng như bộ râu của Darius, đó là một khối đá riêng biệt được gắn với ghim sắt và chì.

## Lịch sử
Sau sự sụp đổ của Đế quốc Ba Tư thứ nhất, những văn bản chữ hình nêm tiếng Ba Tư cổ theo đó cũng không còn được sử dụng, bản chất của những dòng chữ bị lãng quên, và những thuyết minh tưởng tưởng về dòng chữ này đã trở thành định chuẩn. Trong nhiều thế kỷ, thay vì được gán cho Darius Đại đế, nó được cho là từ triều đại Khosrau II của Ba Tư - một trong những vị vua cuối cùng của Sasan, người đã sống sau hơn 1000 năm so với thời đại của Darius.
Dòng chữ được đề cập bởi nhà sử học Ctesias, người đã ghi chú sự tồn tại của nó là vào thời gian khoảng năm 400 trước Công nguyên và đề cập đến một cái giếng cầu thang và một khu vườn bên dưới dòng chữ. Ông kết luận không chính xác rằng dòng chữ đã được dành riêng bởi nữ hoàng Semiramis cho thần Zeus. Tacitus cũng đề cập đến nó trong đó có một mô tả về một số di tích phụ trợ đã biến mất từ lâu ở chân vách đá, bao gồm một bàn thờ cho "Herakles". Những gì đã được thu lại bao gồm một bức tượng riêng vào năm 148 trước Công nguyên, phù hợp với mô tả của Tacitus. Diodorus cũng viết "Bagistanon" và tuyên bố nó được ghi chép bởi Semiramis.
Một truyền thuyết bắt đầu xung quanh núi Behistun (Bisotun) như được viết bởi nhà thơ Ba Tư Ferdowsi trong cuốn sử thi Shahnameh (Liệt vương kỷ) viết trong khoảng năm 1000 sau Công nguyên, về một người đàn ông tên Farhad, người tình của Shirin là vợ của vua Khosrau II. Truyền thuyết kể rằng, Farhad bị lưu đày vì hành vi đó, được giao nhiệm vụ chặt ngọn núi để tìm nước, nếu thành công thì sẽ được phép cưới Shirin. Sau nhiều năm và phá bỏ một nửa ngọn núi, anh ta đã tìm thấy nước, nhưng được vua Khosrau cho hay Shirin đã chết. Anh ta phát điên, ném rìu xuống đồi, hôn xuống đất và chết. Nó được kể trong cuốn sách của Khosrow và Shirin rằng chiếc rìu của anh ta được làm từ thân cây lựu, và nơi anh ta ném chiếc rìu thì một cây lựu được trồng, quả của nó sẽ chữa được bệnh tật. Shirin đã không chết, và theo câu chuyện cô đã than khóc khi nghe tin này.
Năm 1598, nhà thám hiểm người Anh Robert Shirley nhìn thấy dòng chữ trong một phái đoàn ngoại giao của Áo đến Ba Tư và đưa hình ảnh của nó đến sự chú ý của các học giả Tây Âu. Nhóm của ông đã đi đến kết luận không chính xác rằng, đó là Kitô hữu nguyên thủy. Tướng Pháp Claude Matthieu nghĩ rằng nó cho thấy "Chúa Kitô và Mười hai sứ đồ", còn Robert Ker Porter nghĩ rằng nó đại diện cho các bộ lạc đã biến mất của Israel và vua Shalmaneser I của Assyria. Nhà thám hiểm người Ý Pietro Della Valle đã đến thăm bản chữ khắc trong quá trình hành hương vào khoảng năm 1621.

## Sách tham khảo
- Adkins, Lesley, Empires of the Plain: Henry Rawlinson and the Lost Languages of Babylon, St. Martin's Press, New York, 2003.
- Blakesley, J. W. An Attempt at an Outline of the Early Medo-Persian History, founded on the Rock-Inscriptions of Behistun taken in combination with the Accounts of Herodotus and Ctesias. (Trinity College, Cambridge,) in the Proceedings of the Philological Society.
- Rawlinson, H.C., Archaeologia, 1853, vol. xxxiv, p. 74.
- Thompson, R. Campbell. "The Rock of Behistun". Wonders of the Past. Edited by Sir J. A. Hammerton. Vol. II. New York: Wise and Co., 1937. (pp. 760–767) "Behistun". Members.ozemail.com.au. Bản gốc lưu trữ ngày 13 tháng 1 năm 2010. Truy cập ngày 23 tháng 4 năm 2010.
- Cameron, George G. "Darius Carved History on Ageless Rock". National Geographic Magazine. Vol. XCVIII, Num. 6, December 1950. (pp. 825–844)
- Rubio, Gonzalo. "Writing in another tongue: Alloglottography in the Ancient Near East". In Margins of Writing, Origins of Cultures (ed. Seth Sanders. 2nd printing with postscripts and corrections. Oriental Institute Seminars, 2. Chicago: University of Chicago Press, 2007), pp. 33–70."Oriental Institute | Oriental Institute Seminars (OIS)". Oi.uchicago.edu. ngày 18 tháng 6 năm 2009. Bản gốc lưu trữ ngày 4 tháng 6 năm 2014. Truy cập ngày 23 tháng 4 năm 2010.
- Louis H. Gray, Notes on the Old Persian Inscriptions of Behistun, Journal of the American Oriental Society, vol. 23, pp. 56–64, 1902
- A. T. Olmstead, Darius and His Behistun Inscription, The American Journal of Semitic Languages and Literatures, vol. 55, no. 4, pp. 392–416, 1938
- Paul J. Kosmin, A New Hypothesis: The Behistun Inscription as Imperial Calendar, Iran - Journal of the British Institute of Persian Studies, August 2018
- Saber Amiri Parian, A New Edition of the Elamite Version of the Behistun Inscription (I), Cuneiform Digital Library Bulletin 2017:003